# Ángel (nombre)
Ángel es un nombre propio masculino de origen griego en su variante en español. El nombre deriva del latín angelus, que a su vez deriva del griego ἄγγελος (ággelos), que significa ‘mensajero’. Es un nombre muy común en el mundo occidental, sobre todo en lenguas romances. Aunque no muy común en lenguas germánicas, su equivalente en países anglófonos, Angel, se usa en ocasiones como un nombre propio femenino.
A pesar del origen bíblico del concepto —según las religiones abrahámicas, los ángeles son guardianes del cielo—, el nombre no tiene tradición en las lenguas semíticas, aunque sí como apellido en su manera declinada.

## Santoral
2 de octubre: Santos Ángeles Custodios.

## Variantes
- Femenino: Ángela, Angélica, Angelina.
- Diminutivo: Angelito, Angelillo, Ange, Angelcito.

| Variantes en otros idiomas | Variantes en otros idiomas |
| -------------------------- | -------------------------- |
| Albanés                    | Engjëlli                   |
| Armenio                    | Angelu                     |
| Hebreo                     | מַלְאָך (Malaj)               |
| Alemán                     | Engel                      |
| Aragonés                   | Anchel                     |
| Asturiano                  | Anxelu, Ánxel              |
| Búlgaro                    | Ангел (Angel)              |
| Catalán                    | Àngel                      |
| Checo                      | Anděl                      |
| Corso                      | Anghjulu                   |
| Danés                      | Angelus                    |
| Español                    | Ángel, Angélico, Angelino  |
| Escocés                    | Aingeal                    |
| Esperanto                  | Anĝelo                     |
| Euskera                    | Aingeru, Gotzon            |
| Finlandés                  | Angelus                    |
| Francés                    | Ange                       |
| Gallego                    | Anxo, Ánxel                |
| Griego                     | Άγγελος (Aggelos)          |
| Húngaro                    | Angelusz                   |
| Hawaiano                   | Anhel                      |
| Inglés                     | Angel                      |
| Italiano                   | Angelo                     |
| Japonés                    | エンジェル (Enjeru)        |
| Latín                      | Angelus                    |
| Lituano                    | Angelas                    |
| Maltés                     | Anġlu                      |
| Neerlandés                 | Angelus                    |
| Noruego                    | Angelus                    |
| Polaco                     | Anioł                      |
| Portugués                  | Ângelo, Enjo               |
| Rumano                     | Anghel                     |
| Ruso                       | Ангел (Angel)              |
| Sardo                      | Angelu                     |
| Siciliano                  | Àncilu                     |
| Sueco                      | Angelus                    |
| Turco                      | Melek                      |